# Zographus niveipectus
Zographus niveipectus är en skalbaggsart som först beskrevs av Max Quedenfeldt 1888.  Zographus niveipectus ingår i släktet Zographus och familjen långhorningar. Inga underarter finns listade i Catalogue of Life.